# Gabriela García
Gabriela Antonia García Segura (2 de abril de 1997; Tunapuy, Venezuela), conocida en el terreno de juego como Gaby, es una futbolista profesional venezolana, se desempeña en el terreno de juego como centrocampista y su actual equipo es el Atlético de Madrid. Es internacional con la selección de Venezuela desde 2014. Ha ganado dos Campeonatos Sudamericanos Sub-17, y fue Bota de Oro en el Mundial Sub-17 de 2014. Además ha disputado tres Copas América con la selección absoluta y un Mundial Sub-20.

## Trayectoria

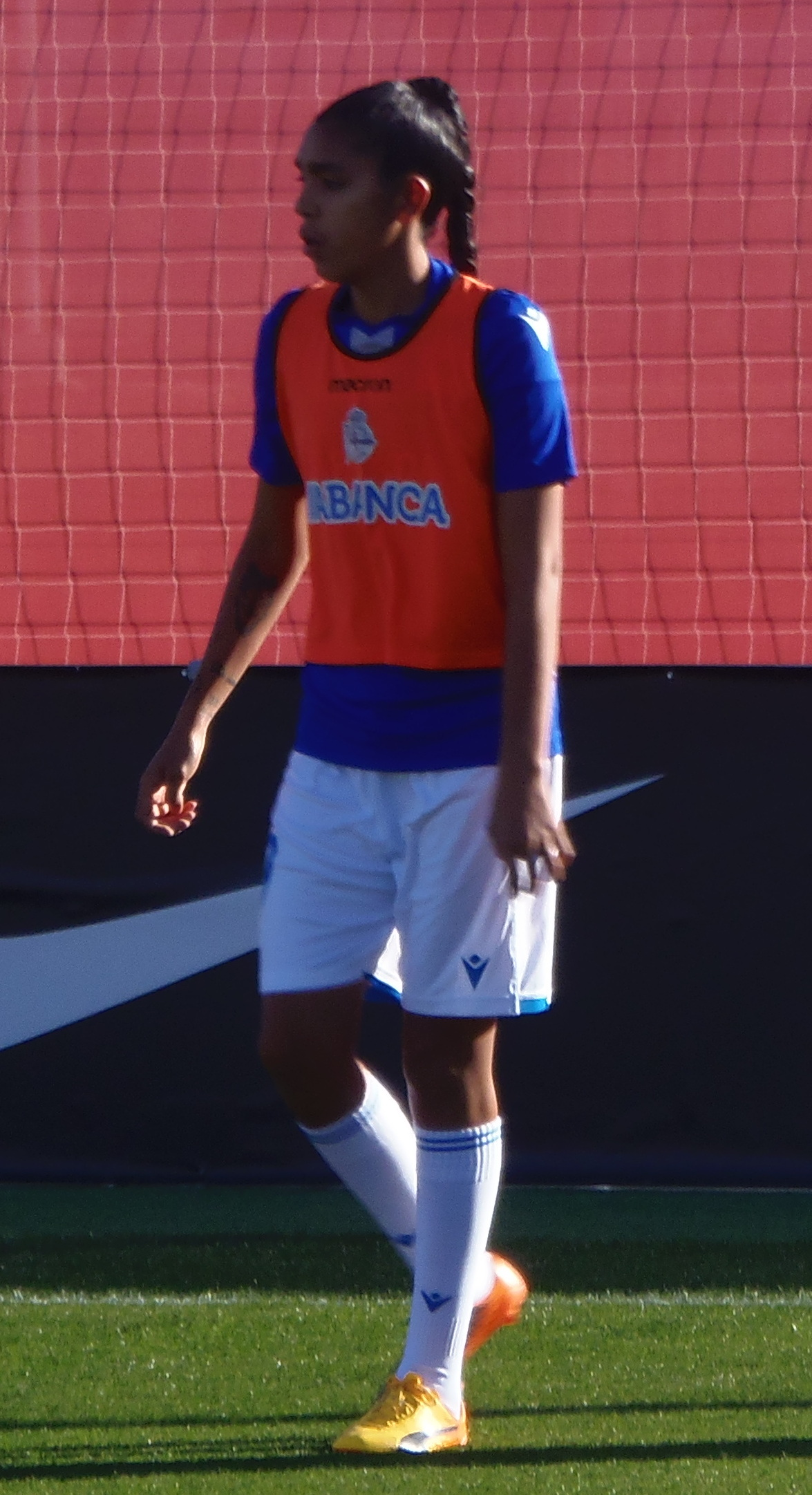
Gaby García con el Deportivo Abanca en 2019

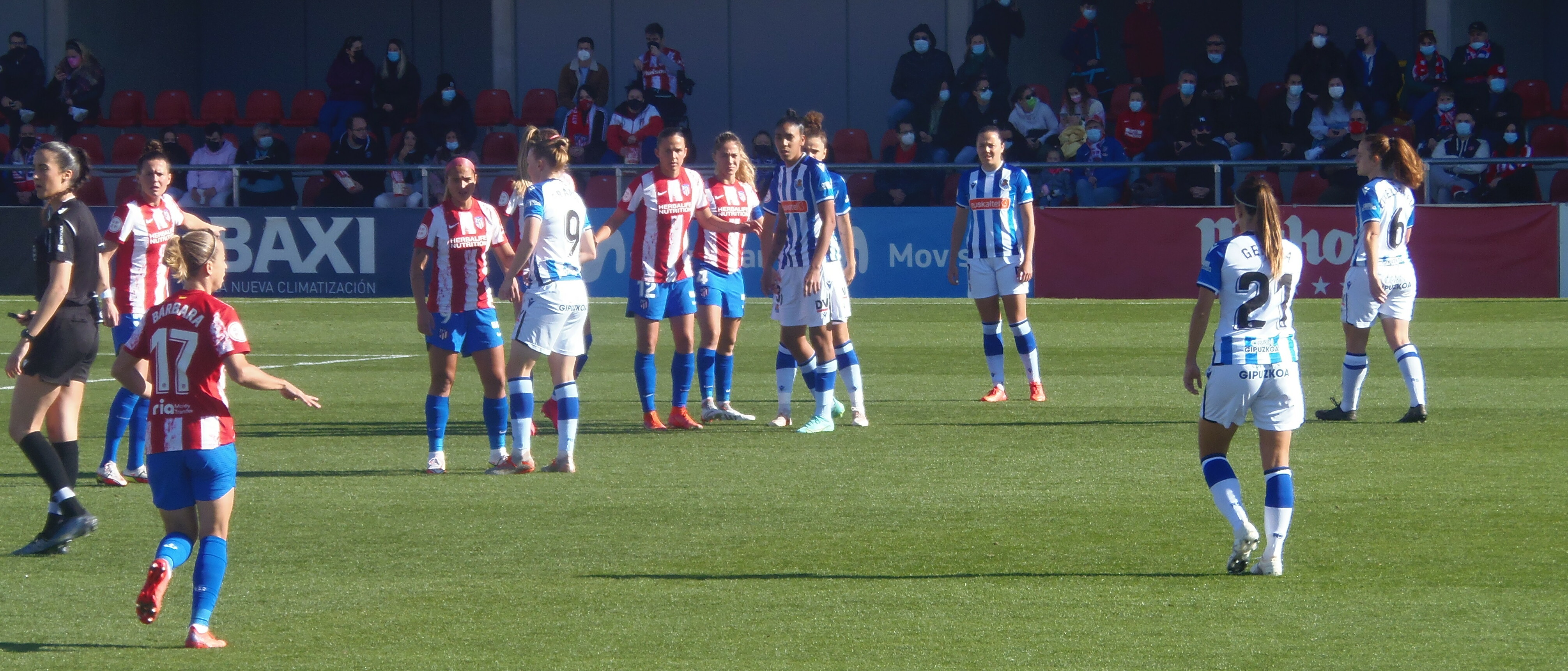
Partido entre el Atlético de Madrid y la Real Sociedad de la liga femenina en 2021

### Inicios
Desde los cinco años comenzó a practicar deportes. Se incorporó en varios entre ellos: atletismo, baloncesto y balonmano, pero no de lleno al fútbol; donde Gabriela vivía no había un equipo de fútbol organizado en que pudiese jugar. En balonmano sí participó en varias competencias nacionales, llegó a ganar medalla de oro y plata y ser mejor jugadora de la disciplina.
Con 15 años y por un compañero con el que practicaba fútbol, Gabriela llegó al equipo del Centro Árabe de la localidad oriental de Carúpano donde se dedicó a la práctica del balompié organizado, catapulta que le permitió participar con el combinado venezolano bajo la dirección de Kenneth Zseremeta. Fue descubierta por el dirigente vinotinto en un módulo realizado en Carúpano.

### Salto a España y Ascenso a Primera División
En febrero de 2017 fichó con un contrato profesional por el Deportivo de la Coruña a mitad de temporada para intentar lograr el ascenso a Primera División. Debutó el 11 de febrero ante el C. D. Monte al saltar al campo en la segunda mitad y con empate sin goles. En su segundo partido ya fue titular y dio tres asistencias de gol. Su estreno goleador tuvo que esperar hasta el 2 de abril, el día de su cumpleaños, para ganar por 3-0 al Matamá. Las coruñesas hicieron una buena campaña pero el Oviedo Moderno dominó el campeonato dejando sin opción a las coruñesas, que consiguieron en su primera temporada en Segunda División un meritorio segundo puesto. Sus inicios en La Coruña fueron complicados por el cambio de continente, clima, su juventud y carácter introvertido, pero maduró y se acabó adaptando.
La segunda temporada arrancó con el objetivo del ascenso y el club se reforzó con jugadoras con nombre en la categoría y experiencia en Primera División. Quitando un empate ante el C. D. Monte encadenaron victoria tras victoria, incluyendo el partido contra el Oviedo a domicilio en la primera vuelta. El liderato se definió en el partido contra las ovetenses en la segunda vuelta en La Coruña, que se saldó con triunfo del Oviedo por 0-2. Gaby fue titular habitual durante la temporada, disputando 23 de los 26 partidos de liga y marcando 26 goles. Pese a la decepción, la plantilla concluyó la temporada en alto haciéndose con la primera edición de la Copa Galicia frente a las viguesas del Atlántida Matamá (4-0).
El curso 2018-19 el club se reforzó con jugadoras con experiencia en la máxima categoría nacional. La temporada regular se inició con un empate en casa (2-2) ante el PM Friol CD Lugo pero el equipo dirigido por Manu Sánchez encadenó 23 victorias consecutivas, una de ellas en el campo del Oviedo, siendo Gaby la autora de uno de los tantos, su decimoséptimo gol de la temporada. Las actuaciones de Gaby fueron destacadas por la prensa deportiva. El Dépor se hizo con su primer campeonato de liga el 31 de marzo de 2019 contra el Sárdoma C.F. (0-5), obteniendo así su primer pase a la fase de ascenso a Primera división. Gaby concluyó la fase regular con 28 goles marcados. En la fase de ascenso vencieron al Alhama C.F. de Murcia tras ganar en el partido de ida por 0-1 y golear 5-1 en el partido de vuelta, con un gol de Gaby. En la final ante el C.D. Femarguín peinó un balón para habilitar a Peke y que abriese el marcador, que acabaría con victoria por 2-0, y se encargó de marcar el primer gol en la vuelta, que acabó con victoria por 1-4.

### Consolidación en Primera División
De cara al debut en Primera División el Dépor se reforzó con Esther Sullastres y María Isabel Rodríguez en la portería y María Méndez y Noelia Villegas en defensa, y Athenea del Castillo. El 8 de septiembre de 2019 se estrenaron en la liga con una victoria contra el R.C.D. Español. En la segunda jornada de liga Gaby García marcó un doblete que sirvió para ganar por 3-4 al Real Betis. El equipo deslumbró con su buen juego y la buena racha continuó y se situaron rápidamente en los puestos de honor. La competición se vio interrumpida por una huelga de las jugadoras donde Gaby García declaró la importancia que tenía para ella lograr los derechos que reclamaban las futbolistas para poder ayudar a su familia en Venezuela. El conflicto se resolvió con la firma del primer convenio laboral del fútbol femenino en España. La temporada fue un éxito y acabaron en cuarta posición en Liga, que acabó precipitadamente por la pandemia de Covid-19. En la Copa de la Reina golearon al Valencia y pudieron competir contra el Barcelona, dominador de la temporada, que logró eliminarlas en la prórroga.
En la temporada 2020-21 sufrieron algunas bajas en el equipo. El entrenador trató de mantener el mismo estilo de juego pero no funcionó como la temporada anterior y empezaron la temporada encadenando ocho derrotas consecutivas, algunas por goleada. En invierno el equipo empezó a sumar su primeros puntos e iniciar la remontada con un cambio en el estilo de juego, por lo que retrasó la posición de Gaby al centro del campo, pero no lograron recuperar los puntos perdidos y fueron derrotadas en algunos duelos directos. No repitieron el éxito y acabaron en decimoquinta posición, por lo que perdieron la categoría. El 7 de febrero de 2021, jugó su partido número 100 con el Deportivo ABANCA, convirtiéndose en la primera centenaria de este club.
En la temporada 2021-22 fichó por la Real Sociedad, que fue el equipo revelación de la temporada. A mitad de campaña ya tenían una holgada ventaja sobre el tercer clasificado de la liga. Lograron clasificarse para la Liga de Campeones, y acabaron siendo subcampeonas de liga. En la Copa de la Reina avanzaron hasta los cuartos de final, donde se cruzaron con las que serían campeonas, el F. C. Barcelona.
En la temporada 2022-23 debutaron en la Liga de Campeones el 20 de septiembre en la segunda ronda de la fase previa con una injusta derrota ante el Bayern de Múnich, que las eliminó en el partido de vuelta. Fueron más irregulares y a mitad de temporada fueron eliminadas en la Copa de la Reina por el Atlético de Madrid y sufrió una fractura de peroné en la final de la Supercopa ante el F. C. Barcelona, lo que le impidió volver a participar en ningún otro partido con la Real Sociedad.
Tras dos temporadas en la Real Sociedad, avalada por su exagente Roberto Ricobaldi, fichó por el Atlético de Madrid en 2023, que destacó su juego aéreo y la definió como «polivalente en medio campo, contundente en defensa y con mucha calidad en el juego ofensivo». En el club rojiblanco fue titular habitual en la posición de mediocentro y fue elegida mejor jugadora del mes de enero de 2024. Cayeron eliminadas en la semifinal de la Supercopa y en el mes de febrero tuvieron varios duelos directos en liga en los que no se obtuvieron buenos resultados y se distanciaron de los puestos de cabeza. Tras la eliminación de Copa en semifinales y un mal resultado liguero Manolo Cano fue destituido y lo sustituyó el entrenador del segundo filial Arturo Ruiz. Encadenaron varias victorias consecutivas y finalmente lograron el objetivo de clasificarse para la Liga de Campeones tras ser terceras en liga.
En su segundo año siguió siendo la pivote defensivo titular del equipo, siendo una de las jugadoras con más minutos disputados. El Atlético de Madrid, dirigido este año por Víctor Martín, se clasificó para la Liga de Campeones en la última jornada y alcanzó la final de la Copa de la Reina, aunque cayó en la ronda previa de la competición europea y en la semifinal de la Supercopa.

## Selección nacional

### Inicios y Mundial sub-17
En 2013 jugó el Sudamericano Sub-17, del que fue campeona y máxima goleadora con 8 tantos. En el partido inaugural de Venezuela en la jornada 2 ante Colombia, vencieron por 3-1, con un tanto suyo. Empataron ante Brasil a un gol, lo que colocó a las venezolanas en buena posición para clasificar a la segunda fase del torneo, ya que Brasil fue derrotada por Colombia en la primera jornada. Marcó un doblete y ganaron por 5-2 sobre Ecuador, y se clasificaron como primeras de grupo al derrotar a Uruguay en la última jornada con un doblete suyo. En la segunda fase del torneo abrió el marcador en la victoria ante Chile, y lograron plaza para disputar el Copa Mundial de Fútbol Sub-17 de 2014 al remontar a Colombia en la segunda jornada. En el partido final contra Paraguay, anfitrionas del torneo, marcó otro doblete y golearon por 7-1, proclamándose campeonas del Sudamericano y obteniendo plaza para la II Olimpíada de la Juventud 2014 de Nankín, China. Tras el campeonato las jugadoras ofrecieron la medalla al presidente Nicolás Maduro, y este las condecoró con la Orden Francisco de Miranda. El Círculo de Periodistas Deportivos les otorgó el premio a mejor selección del año.
En marzo de 2014 fue convocada para disputar el Mundial Sub-17 que se disputó en Costa Rica. Ganaron 3-0 en el debut ante Costa Rica (3-0). Marcó tres goles en el segundo partido ante Zambia y fue elegida mejor jugadora del encuentro. En el tercer y último partido de la fase de grupos volvieron a ganar por 1-0 a Italia. Venezuela se clasificó invicta como primera de grupo y se enfrentó en cuartos de final a Canadá. García marcó el gol de la victoria en un reñido encuentro que terminó con victoria venezolana por 3-2 y volvió a ser elegida mejor jugadora. En semifinales fueron derrotadas por 4-1 por Japón. En el partido por el tercer y cuarto puesto se volvieron a encontrar con Italia. Venezuela remontó en cuatro ocasiones el partido, con goles de García para empatar a dos y tres tantos, pero ganó Italia en la tanda de penaltis. Gabriela García fue elegida mejor jugadora por tercera ocasión. García obtuvo la Bota de Oro y fue la máxima asistente del torneo igualada en goles (6) y asistencias con su compañera Deyna Castellanos. El Informe Técnico que publicó la FIFA sobre el torneo la destacó como una de las jugadoras claves de su selección y la describió como una jugadora "alta, robusta y rápida, buena presionando y extraordinaria con el balón en los pies, en el uno contra uno y en el aire. Ambiciosa,
valiente y gran finalizadora"

### Debut en selección absoluta y Mundial sub-20
Debutó en unos amistosos ante Trinidad y Tobago en los que marcó cuatro goles en el primero y un gol en el segundo. Jugó la Copa América. Debutó el 11 de septiembre de 2014 en Riobamba marcando el segundo gol en la victoria por 3-1 sobre Uruguay en dicho campeonato. García fue titular en los cuatro encuentros del campeonato, que se completaron con derrotas ante Ecuador (1-0) y Colombia (4-1), en el que marcó el gol de consolación, y empate ante Perú, con lo que quedaron eliminadas en fase de grupos y no obtuvieron plaza para disputar la siguiente edición del Mundial, Juegos Olímpicos ni Juegos Panamericanos. En noviembre disputó con la selección absoluta los Juegos Centroamericanos y del Caribe de 2014. Marcó sendos dobletes en la fase de grupos ante República Dominicana y Nicaragua y fueron cartas tras ser derrotadas en semifinales y en la final de consolación.
En 2015 participó en el Campeonato Sudamericano Femenino Sub-20. En la primera fase marcó un doblete ante Paraguay y un gol ante Perú. Pasaron a la segunda fase como segundas tras Brasil. En la fase final empataron ante Argentina y Brasil y fueron subcampeonas tras ganar a Colombia en el último partido, lo que les dio la clasificación para el Mundial sub-20.
En marzo de 2016 jugó con la selección Sub-17 que reeditó el Campeonato Sudamericano como local. En el primer encuentro vencieron por 3-0 a Argentina. En el segundo partido marcó golearon por 8-0 a Perú.
 En el tercer encuentro vencieron por 2-0 a Chile. En el último encuentro de la fase de grupos se enfrentaron a Paraguay, que también llegaba con todos los partidos ganados, por lo que se definiría la primera plaza de la clasificación. Venezuela ganó por 3-1. En la segunda fase del torneo lograron la victoria por 4-0 ante Colombia. En el segundo encuentro volvieron a jugar con Paraguay, ganando en esta ocasión por 6-2 ante el equipo albirrojo, lo que además les garantizó un cupo para el Mundial de Jordania. En el último partido se enfrentaron a Brasil, que también había vencido a Colombia y Paraguay, por lo que era una final en la práctica. Deyna Castellanos marcó el único gol del encuentro  ante más de 40.000 espectadores.
En noviembre de 2016 disputó el Copa Mundial Femenina de Fútbol Sub-20. En la fase de grupos fue titular y dio la asistencia del gol venezolano en la derrota por 3-1 ante Alemania. Apenas disputó unos minutos en la derrota por 3-0 ante Corea del Sur. En el último partido Gabriela García marcó el primer gol venezolano a los pocos segundos de entrar en el terreno de juego y dio la asistencia del segundo en la derrota por 3-2 ante México. Con tres derrotas en tres partidos fueron eliminadas en la primera fase.

### Habitual con la selección absoluta
Volvió a ser convocada con la selección absoluta para jugar un amistoso ante México en junio de 2017.
En 2018 fue convocada para jugar la Copa América. En el primer encuentro ante Ecuador ganaron por 1-0. En el segundo partido golearon por 8-0 a Bolivia. En el tercer encuentro de la primera ronda cayeron derrotadas por Brasil, con lo que su pase a la fase final de grupos quedó listo para ser definido en la última jornada frente a Argentina, que se saldó a favor de las albicelestes por 2-0, eliminando a las vinotinto y dejándolas sin plaza para jugar la siguiente edición del Mundial, los Juegos Panamericanos y los Juegos Olímpicos.
Tras un 2018 sin jugar con la selección, el combinado venezolano solo disputó 2 amistosos en octubre de 2019, y Gabriela García participó en ambos. En 2020 la actividad de la selección se vio paralizada por la pandemia del Covid-19.
En otoño de 2021 se reanudó la actividad de la selección, que jugó unos partidos de entrenamiento en septiembre. Jugó dos amistosos contra Ecuador en octubre en el que Gaby García marcó uno de los goles en el primer partido. En noviembre volvió a participar con la selección en un torneo amistoso en Brasil. En febrero de 2022 jugó la Turkish Women’s Cup y marcó un tanto ante Letonia. Las seleccionadas denunciaron acoso por parte del director técnico, que fue sustituido por Pamela Conti.
Tras algunos amistosos de preparación jugó la Copa América, en la que ganaron por 1-0 a Uruguay y 2-0 a Perú, pero perdieron por 4-0 ante Brasil, donde no jugó para evitar ser sancionada por acumulación de tarjetas, ya que se disputarían la plaza para clasificarse a la fase final ante Argentina. Las albicelestes ganaron por 1-0 relegando a Venezuela a la tercera posición de la fase de grupos, eliminadas de la fase final, pero con la opción de obtener un cupo para jugar el Mundial contra el tercer clasificado del otro grupo, Chile. El partido contra las chilenas terminó con empate a uno y se tuvo que definir en la tanda de penaltis, donde Chile derrotó a Venezuela por 4-2.
Tras la Copa América Gabriela García se perdió las siguientes convocatorias debido a una lesión sufrida con su club, la Real Sociedad. Reapareció con la selección en septiembre de 2023 logrando el gol de la victoria en un partido amistoso ante Uruguay. Siguió jugando de manera habitual con el combinado nacional y el 25 de junio de 2025 fue convocada para jugar con Venezuela su cuarta Copa América. Fue titular en la derrota por 2-0 ante Brasil en el primer partido del campeonato, en el empate sin goles ante Colombia y en la victoria por 7-1 ante Bolivia, en la que dio una asistencia y marcó un gol. En la última jornada de la fase de grupos perdieron por 2-1 ante Paraguay, por lo que acabaron en cuarto puesto del grupo y fueron eliminadas.

## Estadísticas

### Clubes
Actualizado al último partido jugado el 18 de mayo de 2025.
| Club | Div.          | Temporada     | Liga  | Liga  | Liga   | Copas nacionales(1) | Copas nacionales(1) | Copas nacionales(1) | Copas internacionales(2) | Copas internacionales(2) | Copas internacionales(2) | Total | Total | Total  | Media goleadora(3) |
| Club | Div.          | Temporada     | Part. | Goles | Asist. | Part.               | Goles               | Asist.              | Part.                    | Goles                    | Asist.                   | Part. | Goles | Asist. | Media goleadora(3) |
| --- | ------------- | ------------- | ----- | ----- | ------ | ------------------- | ------------------- | ------------------- | ------------------------ | ------------------------ | ------------------------ | ----- | ----- | ------ | ------------------ |
| Estudiantes de Guárico · Venezuela |               |               |       |       |        |                     |                     |                     |                          |                          |                          |       |       |        |                    |
| Liga Nacional | 2013-14       |               |       |       | -      | -                   | -                   | -                   | -                        | -                        |                          |       |       | -      |                    |
| Liga Nacional | 2014-15       |               |       |       | -      | -                   | -                   |                     |                          |                          |                          |       |       | -      |                    |
| Liga Nacional | 2016          |               |       |       | -      | -                   | -                   |                     |                          |                          |                          |       |       | -      |                    |
| Total club | Total club    |               |       |       |        |                     |                     |                     |                          |                          |                          | 25    |       |        |                    |
| Deportivo de la Coruña · España |               |               |       |       |        |                     |                     |                     |                          |                          |                          |       |       |        |                    |
| 2.ª | 2016-17       | 9             | 2     | 3     | -      | -                   | -                   | -                   | -                        | -                        | 9                        | 2     | 3     | 0.22   |                    |
| 2.ª | 2017-18       | 23            | 26    | 6     | -      | -                   | -                   | -                   | -                        | -                        | 23                       | 26    | 6     | 1.13   |                    |
| 2.ª | 2018-19       | 30            | 31    | 9     | -      | -                   | -                   | -                   | -                        | -                        | 30                       | 31    | 9     | 1.03   |                    |
| 1.ª | 2019-20       | 21            | 10    | 5     | 2      | 0                   | 0                   | -                   | -                        | -                        | 23                       | 12    | 5     | 0.52   |                    |
| 1.ª | 2020-21       | 33            | 6     | 6     | -      | -                   | -                   | -                   | -                        | -                        | 33                       | 6     | 6     | 0.18   |                    |
| Total club | Total club    | 116           | 75    | 29    | 2      | 0                   | 0                   |                     |                          |                          | 118                      | 75    | 29    | 0.64   |                    |
| Real Sociedad · España |               |               |       |       |        |                     |                     |                     |                          |                          |                          |       |       |        |                    |
| 1.ª | 2021-22       | 28            | 3     | 2     | 2      | 0                   | 0                   | -                   | -                        | -                        | 30                       | 3     | 2     | 0.10   |                    |
| 1.ª | 2022-23       | 14            | 6     | 4     | 3      | 0                   | 0                   | 2                   | 0                        | 0                        | 19                       | 6     | 4     | 0.32   |                    |
| Total club | Total club    | 42            | 9     | 6     | 5      | 0                   | 0                   | 2                   | 0                        | 0                        | 49                       | 9     | 6     | 0.18   |                    |
| Atlético de Madrid · España |               |               |       |       |        |                     |                     |                     |                          |                          |                          |       |       |        |                    |
| 1.ª | 2023-24       | 26            | 2     | 2     | 5      | 1                   | 0                   |                     |                          |                          | 31                       | 3     | 2     | 0.10   |                    |
| 1.ª | 2024-25       | 29            | 4     | 2     | 5      | 0                   | 0                   | 2                   | 0                        | 0                        | 36                       | 4     | 2     | 0.11   |                    |
| Total club | Total club    | 55            | 6     | 4     | 10     | 1                   | 0                   | 2                   | 0                        | 0                        | 67                       | 7     | 4     | 0.10   |                    |
| Total carrera | Total carrera | Total carrera | 213+  | 90+   | 39+    | 17                  | 1                   | 0                   | 4                        | 0                        | 0                        | 234+  | 91+   | 39+    |                    |
| (1) Incluye datos de Copa de la Reina y la Supercopa. (2) Incluye datos de Liga de Campeones Femenina de la UEFA]. (3) No incluye goles en partidos amistosos. |               |               |       |       |        |                     |                     |                     |                          |                          |                          |       |       |        |                    |

### Selección
Actualizado al último partido jugado el 25 de julio de 2025.
| Selecciones | Año   | Otros Oficiales(4) | Otros Oficiales(4) | Otros Oficiales(4) | Mundial | Mundial | Mundial | Amistosos (5) | Amistosos (5) | Amistosos (5) | Total | Total | Total  | Media goleadora |  |
| Selecciones | Año   | Part.              | Goles              | Asist.             | Part.   | Goles   | Asist.  | Part.         | Goles         | Asist.        | Part. | Goles | Asist. | Media goleadora |  |
| --- | ----- | ------------------ | ------------------ | ------------------ | ------- | ------- | ------- | ------------- | ------------- | ------------- | ----- | ----- | ------ | --------------- |  |
| Sub-17 | 2013  | 7                  | 8                  |                    |         |         |         |               |               |               | 7     | 8     |        | 1.14            |  |
| Sub-17 | 2014  |                    |                    |                    | 6       | 6       | 3       |               |               |               | 6     | 6     | 3      | 1.00            |  |
| Sub-17 | 2015  |                    |                    |                    |         |         |         |               |               |               | -     | -     | -      | -               |  |
| Sub-17 | 2016  | 7                  | 0                  |                    |         |         |         |               |               |               | 7     | 0     |        | -               |  |
| Sub-17 | Total | 14                 | 8                  |                    | 6       | 6       | 3       |               |               |               | 20    | 14    | 3+     | 0.70            |  |
| Sub-20 | 2015  | 7                  | 3                  | ?                  |         |         |         |               |               |               | 7     | 3     | ?      | 0.42            |  |
| Sub-20 | 2016  |                    |                    |                    | 3       | 1       | 2       |               |               |               | 3     | 1     | 2      | 0.33            |  |
| Sub-20 | Total | 7                  | 3                  |                    | 3       | 1       | 0       |               |               |               | 10    | 4     | 2+     | 0.40            |  |
| Abs | 2014  | 8                  | 6                  | ?                  |         |         |         | 2             | 5             | ?             | 10    | 11    | ?      | 1.10            |  |
| Abs | 2015  |                    |                    |                    |         |         |         |               |               |               | -     | -     | -      | -               |  |
| Abs | 2016  |                    |                    |                    |         |         |         |               |               |               | -     | -     | -      | -               |  |
| Abs | 2017  |                    |                    |                    |         |         |         | 1             | 0             | 0             | 1     | 0     | 0      | -               |  |
| Abs | 2018  | 4                  | 0                  | 1                  |         |         |         |               |               |               | 4     | 0     | 1      | -               |  |
| Abs | 2019  |                    |                    |                    |         |         |         | 2             | 0             | 0             | 2     | 0     | 0      | -               |  |
| Abs | 2020  |                    |                    |                    |         |         |         |               |               |               | -     | -     | -      | -               |  |
| Abs | 2021  |                    |                    |                    |         |         |         | 5             | 1             | ?             | 5     | 1     | ?      | 0.20            |  |
| Abs | 2022  | 3                  | 0                  | 0                  |         |         |         | 7             | 1             | 1+            | 10    | 1     | 1+     | 0.10            |  |
| Abs | 2023  |                    |                    |                    |         |         |         | 2             | 1             | 0             | 2     | 1     | 0      | 0.50            |  |
| Abs | 2024  |                    |                    |                    |         |         |         | 6             | 1             | 0             | 6     | 1     | 0      | 0.17            |  |
| Abs | 2025  | 4                  | 1                  | 1                  |         |         |         | 4             | 0             | 1             | 8     | 1     | 2      | 0.12            |  |
| Abs | Total | 19                 | 7                  | 2+                 |         |         |         | 29            | 9             | 3+            | 48    | 16    | 4+     | 0.33            |  |
| (4) Se incluyen Campeonato Sudamericanos, Olimpiadas Juveniles y Copa América. No incluye Juegos Bolivarianos. (5) No se incluyen partidos contra clubes |       |                    |                    |                    |         |         |         |               |               |               |       |       |        |                 |  |

#### Participaciones en Copas del Mundo
| Torneo                                | Sede               | Resultado      | Partidos | Goles |
| ------------------------------------- | ------------------ | -------------- | -------- | ----- |
| Copa Mundial de Fútbol Sub-17 de 2014 | Costa Rica         | Cuarto lugar   | 6        | 6     |
| Copa Mundial de Fútbol Sub-20 de 2016 | Papúa Nueva Guinea | Fase de grupos | 3        | 1     |
| Total                                 | Total              | Total          | 9        | 7     |

#### Participaciones en Copa América
| Torneo                     | Sede     | Resultado    | Partidos | Goles |
| -------------------------- | -------- | ------------ | -------- | ----- |
| Copa América Femenina 2014 | Ecuador  | Primera fase | 3        | 2     |
| Copa América Femenina 2018 | Chile    | Primera fase | 4        | 0     |
| Copa América Femenina 2022 | Colombia | Primera fase | 3        | 0     |
| Copa América Femenina 2025 | Ecuador  | Primera fase | 4        | 0     |
| Total                      | Total    | Total        | 14       | 2     |

## Palmarés

### Campeonatos nacionales
| Título                     | Club                   | País      | Año  |
| -------------------------- | ---------------------- | --------- | ---- |
| Liga Nacional              | Estudiantes de Guárico | Venezuela | 2013 |
| Liga Nacional              | Estudiantes de Guárico | Venezuela | 2015 |
| Segunda División (Grupo I) | Deportivo de la Coruña | España    | 2019 |

### Campeonatos internacionales
| Título                  | Equipo                 | Sede      | Año  |
| ----------------------- | ---------------------- | --------- | ---- |
| Campeonato Sudamericano | Selección de Venezuela | Paraguay  | 2013 |
| Campeonato Sudamericano | Selección de Venezuela | Venezuela | 2016 |

### Distinciones individuales
| Distinción                                                 | Año  |
| ---------------------------------------------------------- | ---- |
| Máxima Goleadora del Campeonato Sudamericano sub-17        | 2013 |
| Máxima Goleadora de la Mundial sub-17                      | 2014 |
| Mejor jugadora del mes de enero del Atlético de Madrid     | 2024 |
| Mejor jugadora del mes de diciembre del Atlético de Madrid | 2024 |